# Sint-Joriskerk (Boorsem)

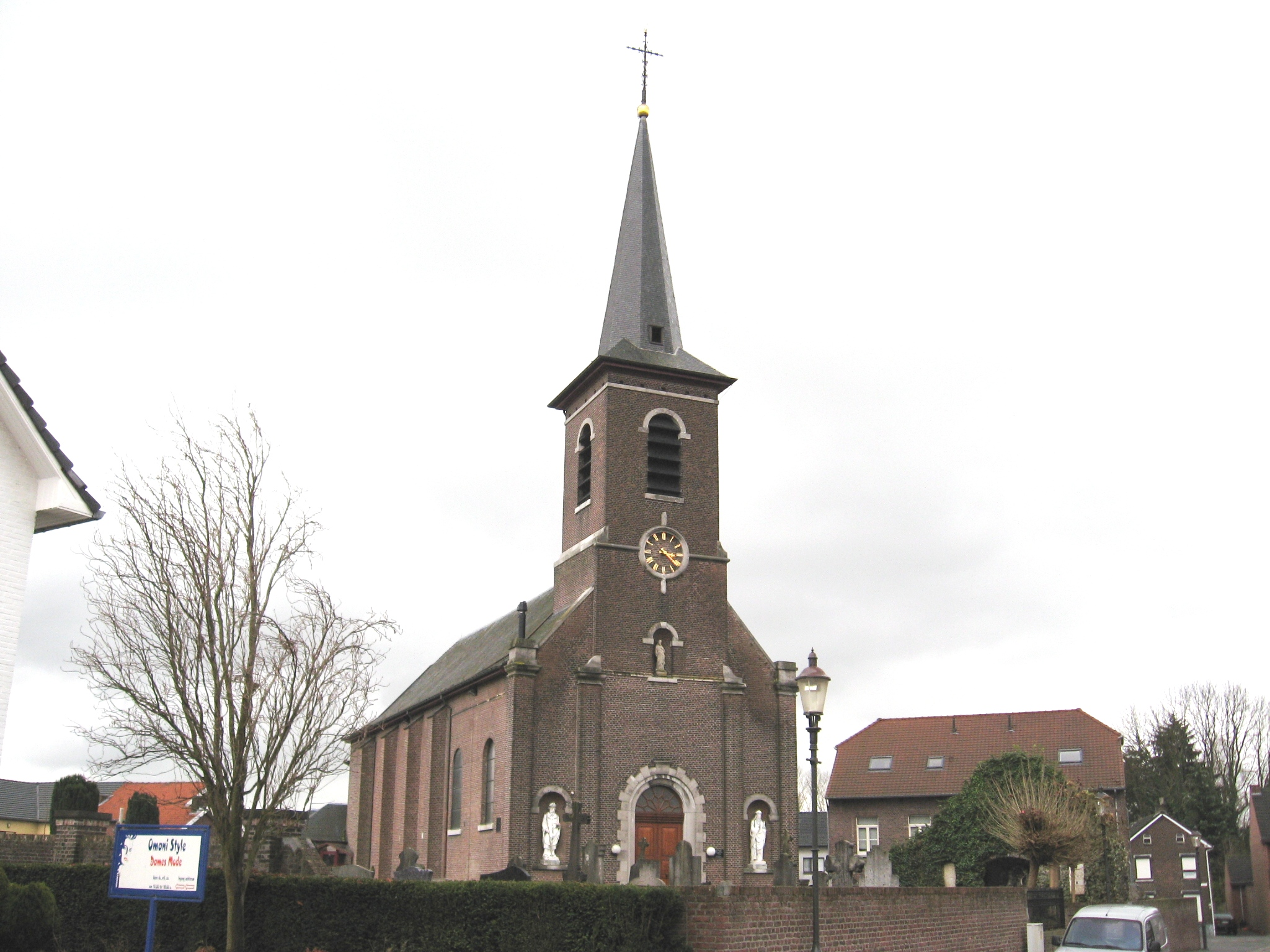
Sint-Joriskerk

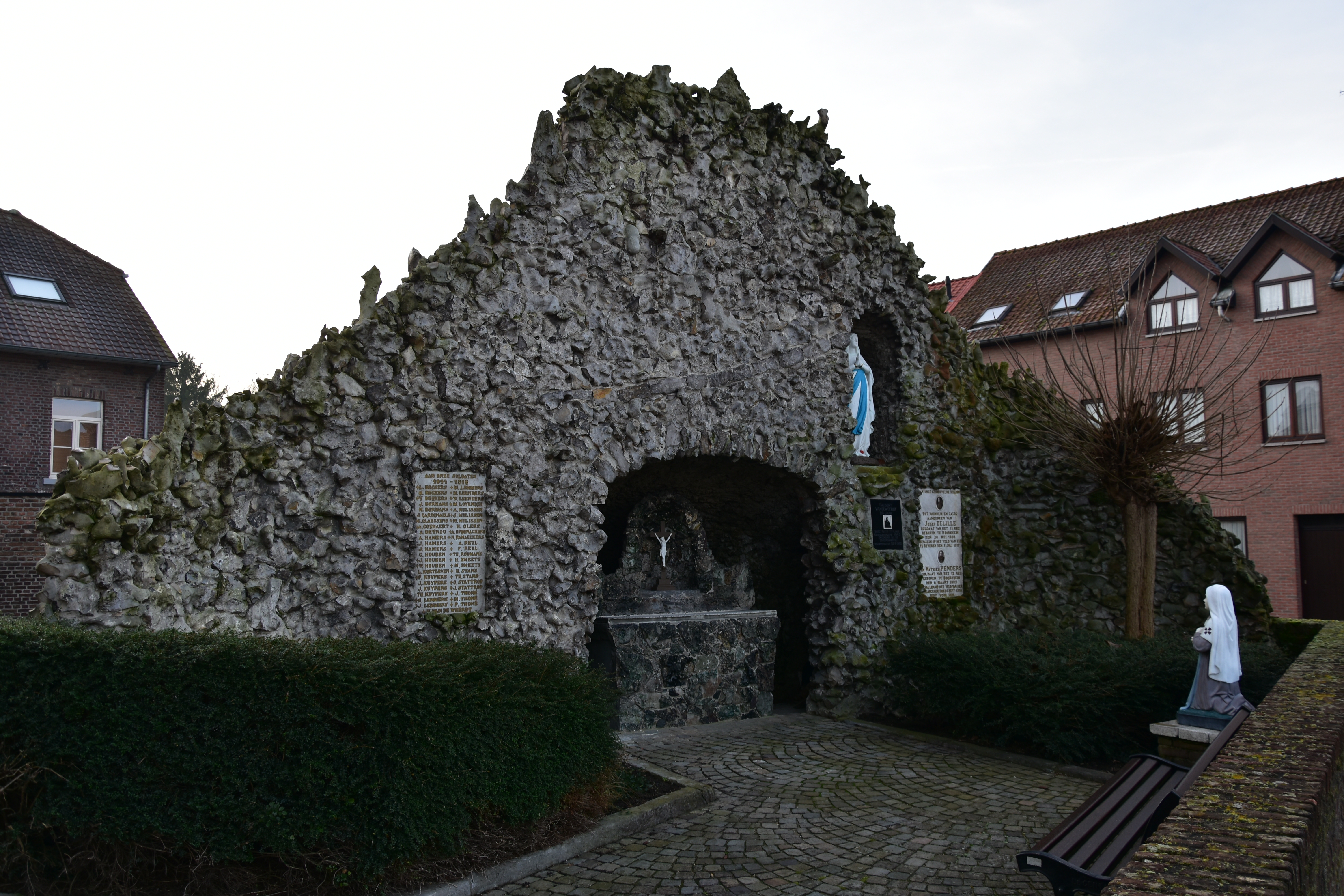
De Lourdesgrot aan de kerk

De Sint-Joriskerk is de parochiekerk van Boorsem, gelegen aan de Sint-Jorisstraat en toegewijd aan de heilige Joris.

## Geschiedenis
De parochie van Boorsem is al oud. Oorspronkelijk was het patronaatsrecht in handen van de Heren van Stein. In de loop van de 13e eeuw kwam het aan de Abdij van Herkenrode en vanaf de 16e eeuw was het in bezit van de Graven van Rekem.

## Gebouw
De huidige kerk is een bakstenen classicistische zaalkerk uit 1791, waarvan het koor werd vernieuwd in 1832. De kerk werd in 1852 vergroot met twee westtraveeën en een ingebouwde westtoren. In 1965 werd aan de noordzijde van het koor een kapel toegevoegd, van latere datum is een tweede kapel.
De voorgevel, voorzien van enkele pilasters, toont ter weerszijden van het portaal een nis, waarin de beelden van Sint-Servatius respectievelijk Sint-Maternus. De toren, bestaande uit drie geledingen, wordt gekroond door een ingesnoerde naaldspits.

## Meubilair
Het hoofdaltaar, uit 1696, is van wit gemarmerd hout. De zijaltaren zijn uit begin 19e eeuw. Er is een calvariekruis uit de 2e helft van de 16e eeuw. In de apsis is een muurschildering aangebracht, de Verheerlijking van Sint-Joris voorstellende, welke in 1965 werd herschilderd. Het overige meubilair stamt voornamelijk uit de 19e eeuw.
Op de begraafplaats zijn enkele 17e-eeuwse grafstenen te vinden. In de achtergevel van de kerk bevindt zich een steen met een merkwaardig chronogram, waarvan de tekst luidt: Kooten en Boorsheim helpt en zal zynen Eerwaarden Pastoor Petrus Joannes Vecoven koninklyk helpen, waarbij het jaartal 1832 ontstaat. De eerste twee woorden: Kooten (Kotem) en werden later verwijderd, misschien nadat Kotem een zelfstandige parochie werd.

## Lourdesgrot
In de Lourdesgrot is een gedenkplaat verwerkt van Gilbert Vandeweert (zie afbeelding) die op 30 mei 1940 omkwam tijdens de ramp met de Rhenus 127.

## Galerij

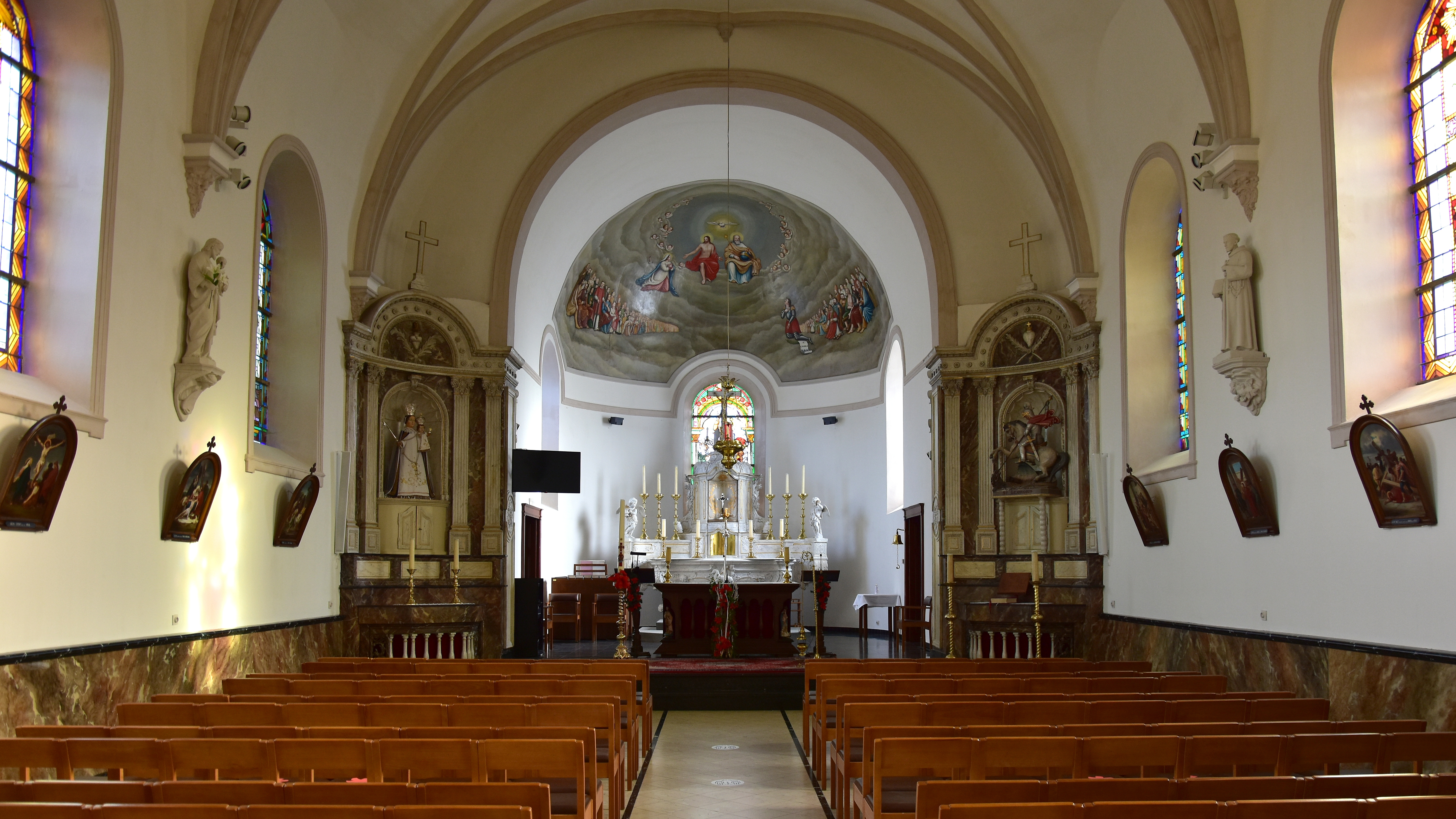
Kerkschip
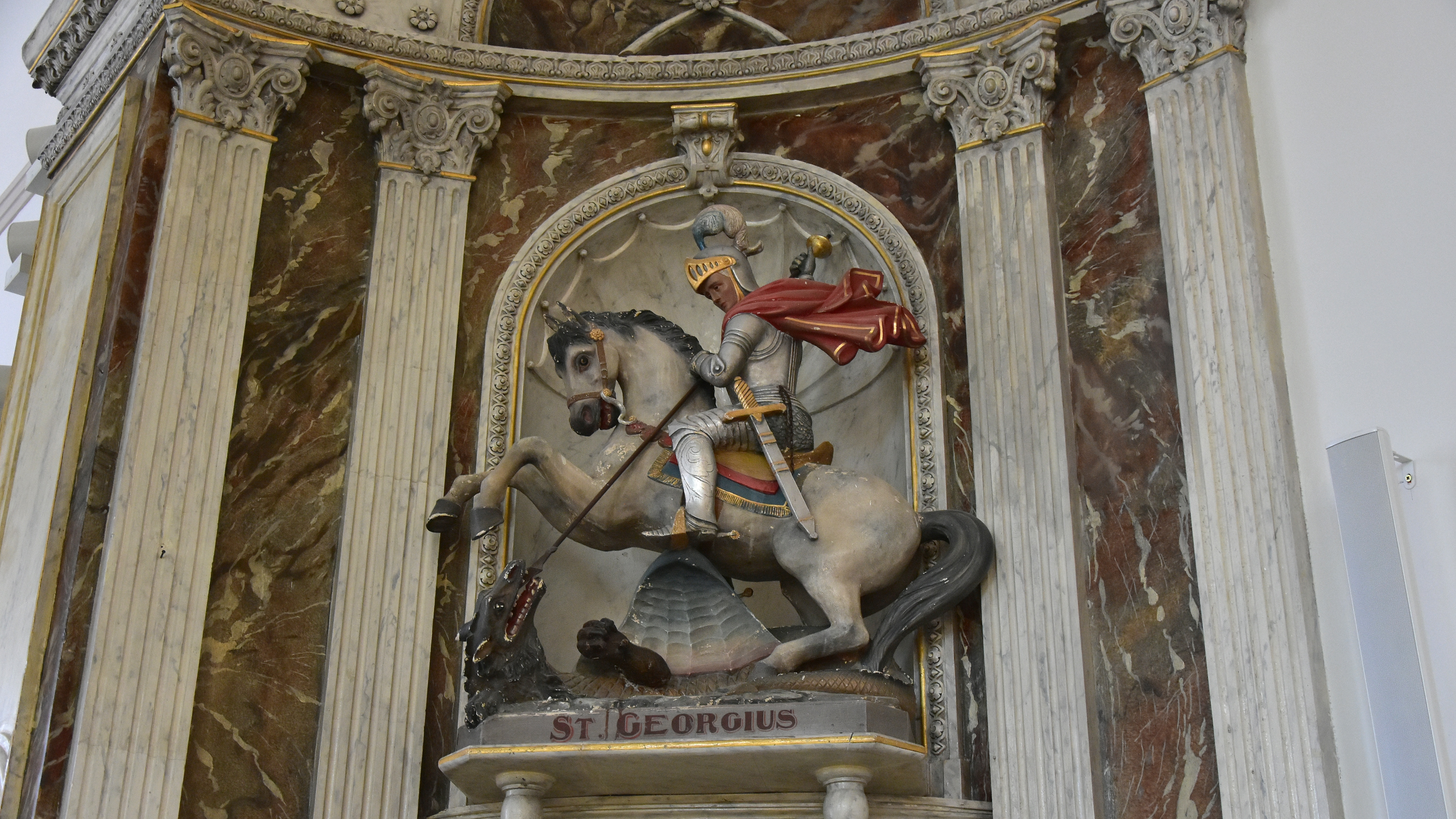
Sint-Joris
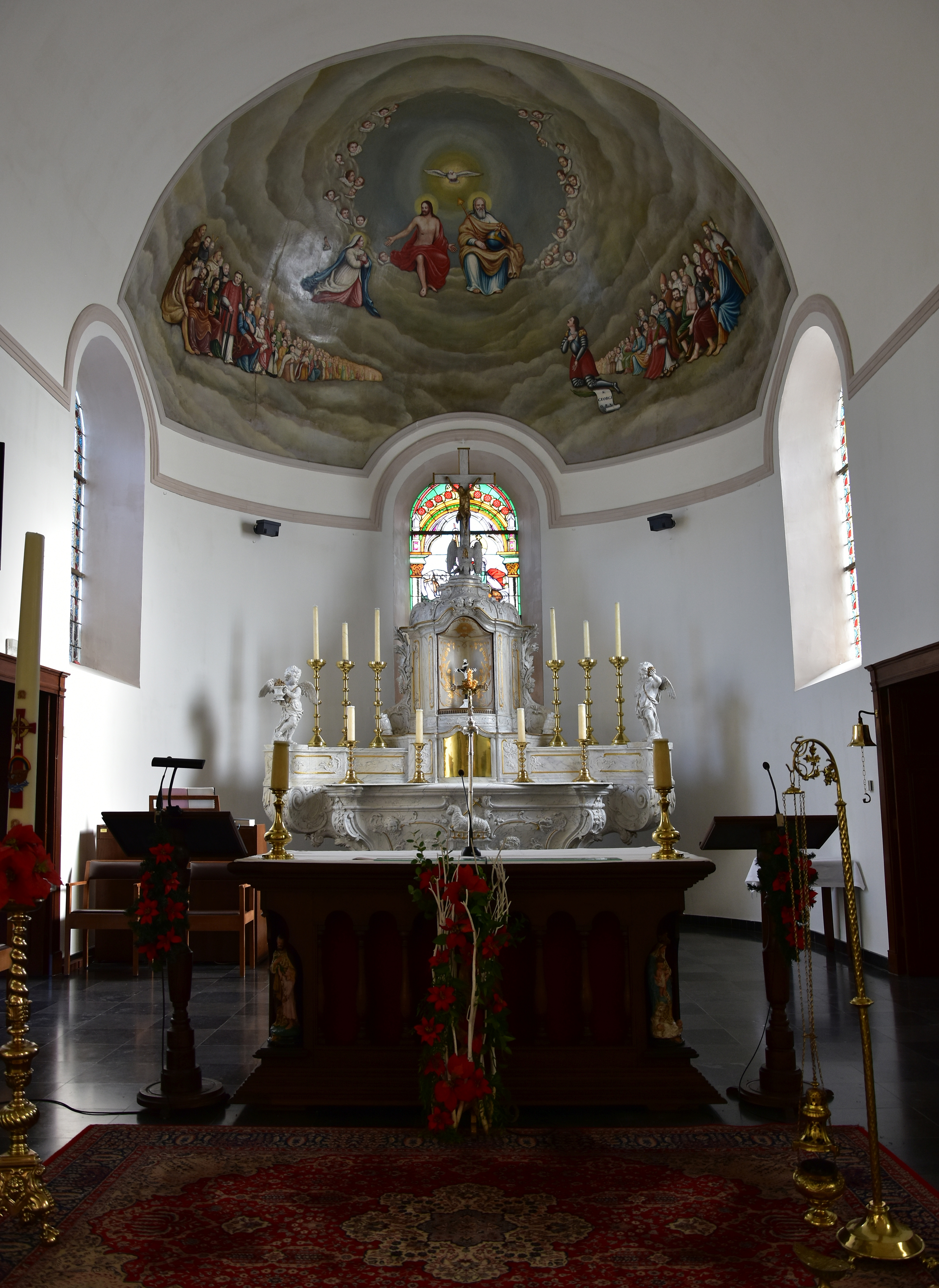
Apsis met de verheerlijking van Sint-Joris
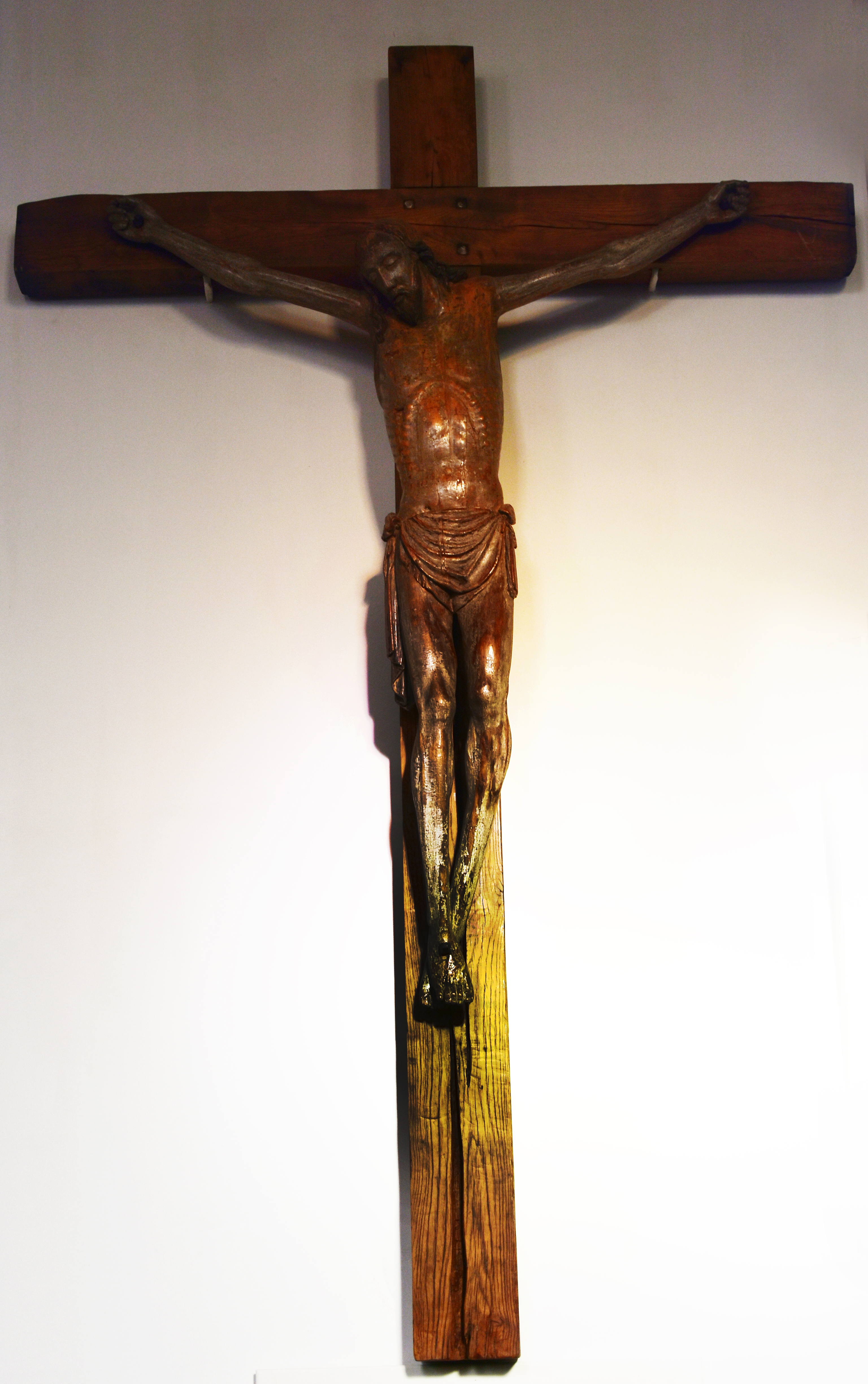
Het calvariekruis
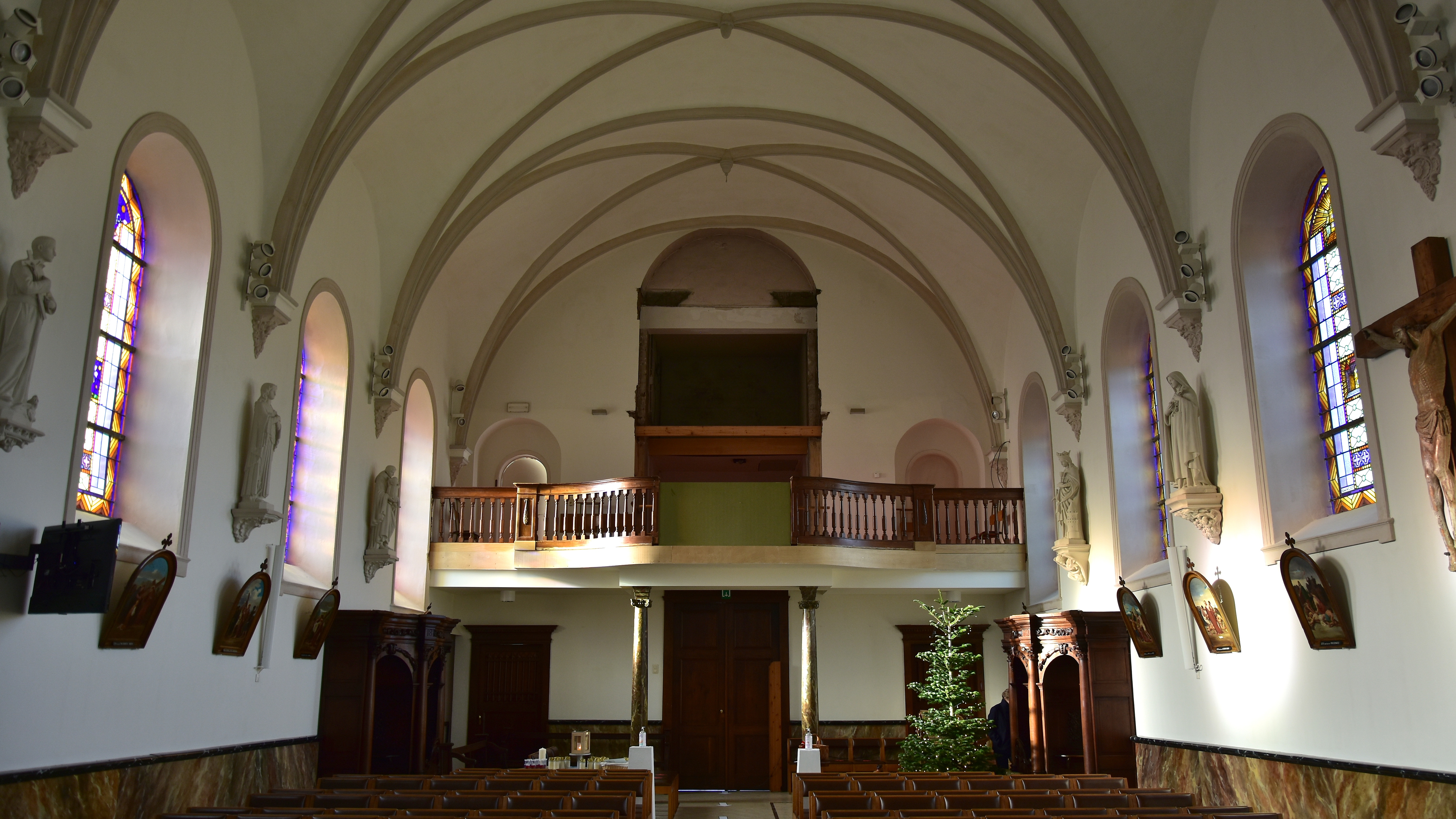
Het oksaal en kerkorgel in restauratie in 2020
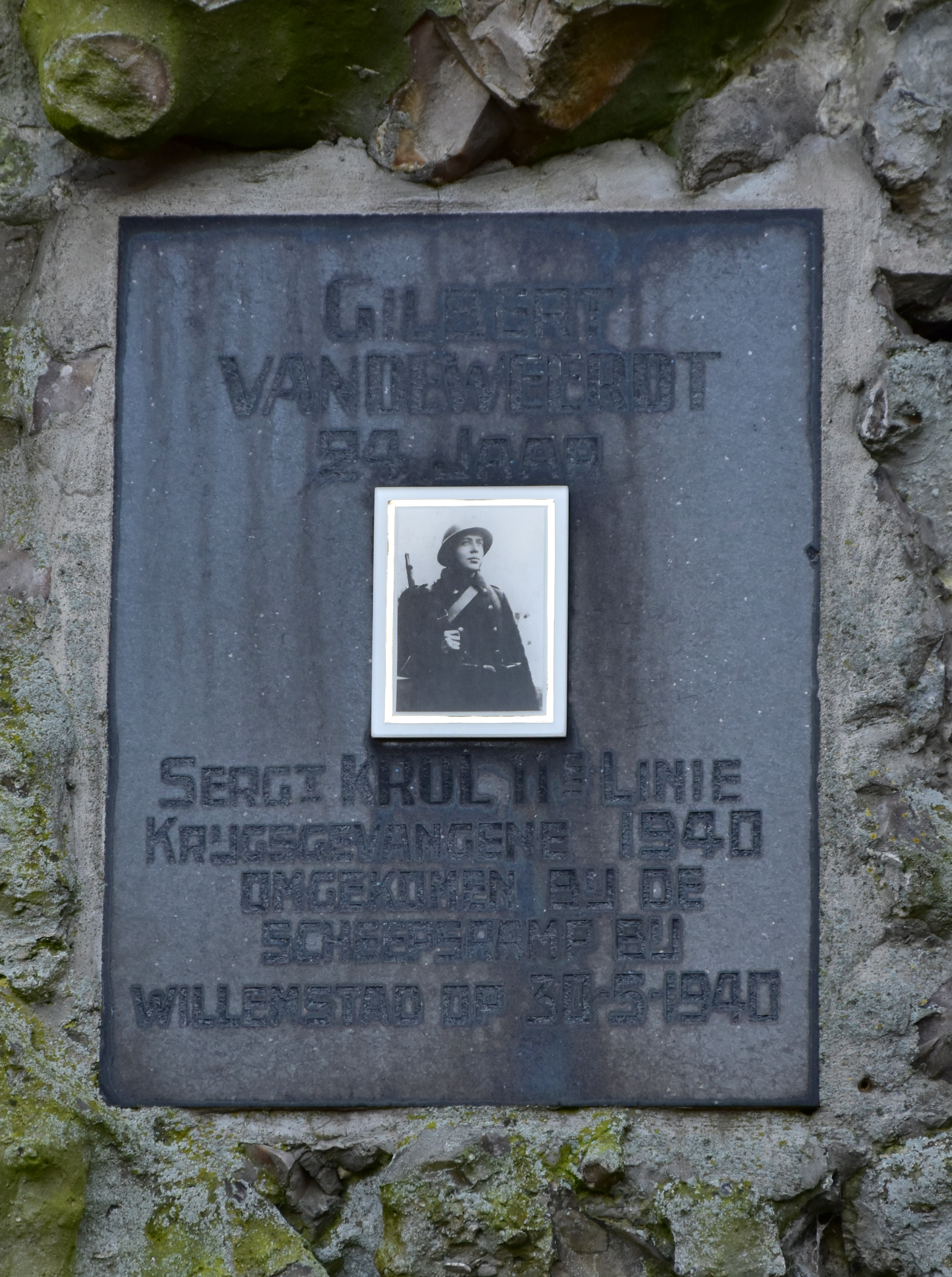
Gedenkplaat voor Gilbert Vandeweerdt aan de Lourdesgrot